# Jaded Heart
Jaded Heart est un groupe de hard rock, composé de cinq musiciens originaires de Stockholm, en Suède, et de Duisbourg, en Allemagne. Le groupe est composé de cinq membres : Johan Fahlberg (chant), Michael Müller (basse), Peter Östros (guitare), Bodo Stricker (batterie) et Masahiro Eto (guitare).

## Histoire
Jaded Heart est formé en 1994 par Michael Müller, Axel Kruse, Dirk Bormann et le chanteur Michael Bormann. Dirk Bormann quitte le groupe après la sortie du premier album Inside Out. Le groupe enregistre les albums suivants, Slaves and Masters et Mystery Eyes, avec différents guitaristes invités. Ils font également appel à des guitaristes invités en live jusqu'à ce qu'ils trouvent en Barish Kepic un collaborateur adéquat. Avec lui, Jaded Heart part aux États-Unis pour enregistrer l'album IV avec le producteur et membre d'Axe Bobby Barth. C'est le premier album à être produit à un niveau professionnel et à apporter au groupe une reconnaissance mondiale.
The Journey Will Never End est produit en Allemagne par Tommy Newton (Helloween, Keeper of the Seven Keys). C'est le premier album avec le claviériste Henning Wanner, qui remplace Chris Ivo après IV. Le groupe se sépare de Michael Bormann fin 2004 en raison de différends personnels et trouve un successeur en la personne du Suédois Johan Fahlberg. L'album Helluva Time jouit d'un statut culte,. Barish Kepic quitte le groupe après sa sortie pour des raisons personnelles et Jaded Heart engage un ami, Frédéric Leclercq, qui jouera de la basse dans le groupe DragonForce, comme guitariste pour la tournée européenne à venir. Pour le guitariste fixe, ils trouvent un autre ami à Stockholm. Peter Östros était désormais le deuxième Suédois de Jaded Heart.
Avec ce line-up, Sinister Mind, Perfect Insanity et, en 2013, Common Destiny sont enregistrés et plusieurs tournées sont effectuées en Europe en tant que tête d'affiche et soutien pour des groupes comme Rage, Doro, Axel Rudi Pell et Shinedown. En 2013, Jaded Heart se rend au Japon pour la deuxième fois afin de promouvoir Common Destiny. Common Destiny est le premier album à sortir sur le label Fastball Music. L'album se maintient pendant des semaines dans les charts officiels des DJ-Clubs en Allemagne.
Au cours d'une tournée en Espagne et de diverses représentations lors de festivals d'été, comme le Väsby Rock Festival en Suède, Jaded Heart commence à travailler sur de nouvelles chansons et se rend finalement au Performance Studio de Francfort en novembre 2015. Au printemps 2016, Jaded Heart revient avec son 12e album Guilty by Design (Massacre Records). En mars 2016, la vidéo de la chanson Rescue Me est publiée et l'album suit le 22 avril. Trois autres albums suivent Devil's Gift en 2018, Stand Your Ground en 2020 et Heart Attack en 2022.

## Discographie

### Albums studio
- 1994 : Inside Out
- 1996 : Slaves and Masters
- 1998 : Mystery Eyes
- 1999 : IV
- 2001 : Diary (compilation)
- 2002 : The Journey Will Never End
- 2004 : Trust
- 2005 : Helluva Time
- 2007 : Sinister Mind
- 2009 : Perfect Insanity
- 2013 : Common Destiny
- 2014 : Fight the System
- 2016 : Guilty by Design
- 2018 : Devil's Gift
- 2020 : Stand Your Ground
- 2022 : Heart Attack

### Vidéos
- 2007 : Hero (Sinister Mind)
- 2012 : With You (Common Destiny)
- 2014 : Schizophrenic (Fight the System)
- 2016 : Rescue Me (Guilty by Design)